# Соціал-демократична партія (Японська імперія, 1926)
Соціал-демократична партія (яп. 社会民衆党) (точніший переклад японської назви був би «Соціальна народна партія», але ця назва є загальноприйнятою в англомовних джерелах й текстах.) — японська політична партія, що діяла в Японській імперії між 1926 та 1932 роками. Серед трьох основних «пролетарських» партій тогочасної Японської імперії «Соціал-демократична партія» займала праві позиції.

## Історія
«Соціал-демократична партія» була заснована 5 грудня 1926 року «Японською федерацією праці», та іншими японськими профспілками та «Незалежною асоціацією праці», організацією створеною японськими поміркованими лівими інтелектуалами. Абе Ісоо був обраний головою «Соціал-демократичної партії». Судзукі Бандзі, Нісіо Суехіро, Кацумаро Акамацу, Шіманака Юзо та Каґава Тойохіко були членами Центрального комітету «Соціал-демократичної партії».Елементи, які сформували нову партію, належали до «Робітничо-фермерської партії», яка виступала проти включення лівих до останньої партії. «Японська федерація праці» та інші профспілки вийшли з «Робітничо-фермерської партії» 24 жовтня 1926 року. Однак лише через чотири дні після заснування «Соціал-демократичної партії» зазнала свого першого розколу, оскільки ліві соціалісти відкололися та сформували «Японську робітничо-фермерську партію».
У березні 1927 р. була створена «Загальна федерація японських селянських спілок» як аграрне крило партії. Це була організація фермерів у Японській імперії. Жіноча організація, пов'язана з «Соціал-демократичною партією», була «Соціальна жіноча ліга» яка була заснована в листопаді 1927 року. У липні 1928 року вона змінила назву на «Соціал-демократичну жіночу лігу».
У розв'язанні так званого «китайського питання», «Соціал-демократична партія» виступала проти політики уряду Японської імперії, та вимагаючи визнання нанкінського уряду та заохочення трьох принципів Сунь Ятсена. У травні 1927 року «Соціал-демократична партія» відправила Міядзакі Рюсуке та Мацуока Комакічі до Шанхаю, де вони зустрілися з Чан Кайші. Було підписано угоду про солідарність між японською «Соціал-демократичною партією» та китайською панівною партією Гоміньдан.
Пан Міядзакі Рюсуке покинув «Соціал-демократичну партію» в 1929 році, щоб сформувавши «Національну демократичну партію».
«Соціал-демократична партія» отримала два місця на національних виборах в Японській імперії які відбулись в 1930 році.
У липні 1932 року «Соціал-демократична партія» об'єдналася з «Національною робітничо-фермерською партією мас», тим самим було утворено японську політичну партію «Шакай Тайшуто».

## Результати виборів
| Рік виборів | Кандидати | Виборець | Кількість місць | Зміна | Джерело |
| ----------- | --------- | -------- | --------------- | ----- | ------- |
| 1928 рік    | 17        | 120 044  | 4 / 446         | ▬     | [ 9 ]   |
| 1930 рік    | 33        | 170,974  | 2 / 446         | ▼ 2   | [ 9 ]   |
| 1932 рік    | -         | -        | 3 / 446         | ▲ 1   | [ 10 ]  |

## Рекомендована література
- Awaya, Kentarō [японською] (1983).  昭和の政党 [Political parties in Shōwa period Japan]. Shōwa no rekishi  (яп.). Т. 6. Tokyo: Shogakukan. ISBN 978-4093760065.